# Římskokatolická farnost Radovesice
Římskokatolická farnost Radovesice (lat. Radovessicium) je církevní správní jednotka sdružující římské katolíky na území vesnice Radovesice a v jejím okolí. Organizačně spadá do teplického vikariátu, který je jedním z 10 vikariátů litoměřické diecéze.

## Historie farnosti
Farnost existovala již před rokem 1384. Její existence byla přerušena v důsledku husitských válek. Matriky jsou zde vedeny od roku 1699. Do roku 1787 bylo území farnosti administrováno z Bíliny. Roku 1787 se toto území stalo lokálií. Roku 1853 byla v místě kanonicky zřízena opět farnost.

### Duchovní a materiální správcové farnosti

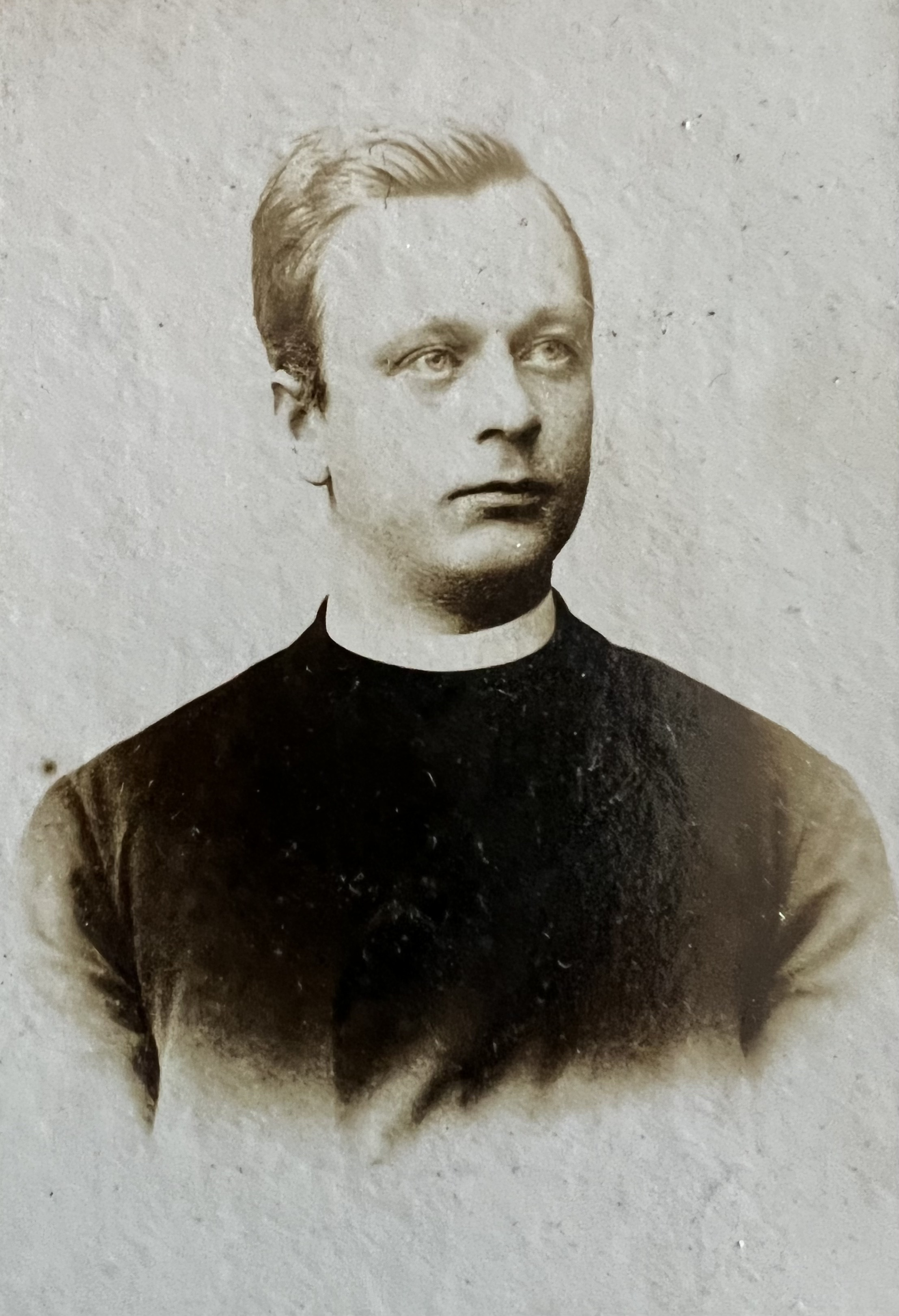
Josef Rydval, farář v r. 1905

Začátek působnosti jmenovaného ve správě farnosti od:
- 1787 cap. loc. Jac. Herglotz, † 16. 3. 1802
- 1792 cap. loc. Proc. Mayer, n. 11. 6. 1747 Graupen, o. 27. 2. 1774, † 31. 3. 1829
- 1799 cap. loc. Wenc. Pauerneppel, † 11. 4. 1802
- 1802 cap. loc. Anton. Stieber, n. 10. 3. 1762 Prag, o. 9. 1788, † 10. 6. 1821
- 1803 cap. loc. Jos. Jungl, n. 1. 9. 1759 Kloesterlens., o. 1. 9. 1782, † 7. 2. 1823
- 1809 cap. loc. vacat
- 1810 cap. loc. Anton. John, n. 24. 9. 1781 Tinschtens., o. 9. 9. 1804, † 10. 5. 1846
- 1815 cap. loc. Laur. Simon, n. 10. 8. 1782 Karbitz, o. 8. 9. 1805, † 5. 9. 1858
- 1819 cap. loc. vacat
- 1819 cap. loc. Jac. Gerlach, n. 29. 6. 1782 Eichsfeld. Duderstad, o. 30. 8. 1806, † 22. 10. 1866
- 1826 cap. loc. Wenc. Ehrlich, n. 20. 2. 1789 Microprisnens. o. 7. 8. 1813, † 8. 8. 1866
- 1832 cap. loc. Joann. Jarsch, n. 7. 11. 1787 Gastorf, o. 29. 8. 1812, † 6. 9. 1855
- 1834 cap. loc. Wenc. Gallina, n. 12. 11. 1793 Kostens., o. 23. 8. 1818, † 1858
- 1835 cap. loc. Petrus Foita, n. 6. 11. 1789 Gastorf, o. 24. 8. 1813, † 7. 9. 1867
- 1847 cap. loc. vacat, admin. Franc. Anders
- 1848 cap. loc. Jos. Gründig, n. 29. 3. 1798 Katharinasberg, o. 7. 9. 1823, † 22. 10. 1877
- 1852 cap. loc. vacat, admin. int. Em. Wlasak
- 1853 proto-par. (prvo-farář) Car. Mayer, n. 4. 5. 1814 Ploschens. o. 3. 8. 1838, † 14. 8. 1855
- 1856 par. vacat, admin. int. Vict. Ferschel
- 1857 Franc. Klee, n. 6. 11. 1806 Seestadtl, o. 4. 8. 1830, † 8. 12. 1859
- 1860 Car. Seemann, n. 24. 11. 1819 Hochpetsch. o. 25. 7. 1844, † 28. 6. 1872
- 1871 Vinc. John, n. 14. 10. 1822 Schüttenitz, o. 4. 7. 1848, † 8. 9. 1887
- 1884 Car. Borr. Hahnel, n. 2. 12. 1843 Gartitz, o. 20. 7. 1869, † 6. 11. 1914
- 1894 Jos. Rydval, n. 25. 8. 1860 Zl. Olešnice, o. 17. 5. 1885, † 29. 3. 1926
- 1. 7. 1916 Franc. Kökert, n. 29. 8. 1883 Teplitz- Schönau, o. 11. 7. 1909, † po 20. 6. 1945
- 18. 10. 1946 Arno Linke
- 15. 7. 1955 Emanuel Kindermann OFM Cap., admin. exc. z Kostomlat pod Milešovkou
- 1. 8. 1982 Antonín Audy
- 15. 7. 1990 Petr Němec SDB
- 1. 10. 1993 Miroslav Maňásek SDB
- 1. 11. 1997 Josef Kujan SDB
- 1. 9. 2006 Stanislav Jonášek SDB, admin. exc. z děkanství Teplice v Čechách
- 1. 9. 2012 Jan Blaha SDB, admin. exc. z děkanství Teplice v Čechách; od 1. 7. 2018 admin. exc. in spiritualibus
- 1. 9. 2018 Radomír Kuchař SDB, admin. exc. z děkanství Teplice v Čechách; od 1. 7. 2018 admin. exc. in spiritualibus
  - 1. 7. 2018 Robert Kotyšan, admin. exc. in materialibus[3]

Kromě kněží stojících v čele farnosti, působili ve farnosti v průběhu její historie i jiní kněží. Většinou pracovali jako farní vikáři, kaplani, katecheté, výpomocní duchovní aj.

## Území farnosti
Do farnosti náleží území obce:
- Dřínek (Třinka,[2] Trinka[4])[p 2]
- Hetov (Hettau)[p 2]
- Lukov (Lukow,[2] Lukov[4])[p 2]
- Radovesice (Radowesitz)[p 2]
- Štěpánov (Stiepanow[4])[p 2]

## Římskokatolické sakrální stavby a místa kultu na území farnosti
| | Fotografie | Stavba                         | Místo      | Bohoslužby                      | Zeměpisné souřadnice            | Status                                                |       |
| Kaple | Kaple      | Kaple                          | Kaple      | Kaple                           | Kaple                           | Kaple                                                 | Kaple |
| --- | ---------- | ------------------------------ | ---------- | ------------------------------- | ------------------------------- | ----------------------------------------------------- | ----- |
| 1. |            | Kaple sv. Antonína Paduánského | Lukov      | bližší informace o bohoslužbách | 50°31′41″ s. š., 13°53′6″ v. d. | kaple                                                 |       |
| Zaniklý kostel a kaple |            |                                |            |                                 |                                 |                                                       |       |
| 2. |            | Kostel Všech svatých           | Radovesice | nelze sloužit                   | 50°32′30″ s. š., 13°50′0″ v. d. | farní kostel zbořen zasypáním skrývkou 3. března 1983 |       |
| 3. |            | Kaple sv. Jana Křtitele        | Dřínek     | nelze sloužit                   | 50°32′5″ s. š., 13°49′29″ v. d. | kaple zbořená v letech 1945–1989 v důsledku těžby     |       |
| Některé drobné sakrální stavby a pamětihodnosti lze dohledat zde v databázi Drobné sakrální památky Zaniklé sakrální stavby lze dohledat zde v databázi Poškozené a zničené kostely, kaple a synagogy v České republice |            |                                |            |                                 |                                 |                                                       |       |

Ve farnosti se mohou nacházet i další drobné sakrální stavby, místa římskokatolického kultu a pamětihodnosti, které neobsahuje tato tabulka.

## Příslušnost k farnímu obvodu
Z důvodu efektivity duchovní správy byl vytvořen farní obvod (kolatura) farnosti-děkanství Teplice v Čechách, jehož součástí je i farnost Radovesice, která je tak spravována excurrendo.